# Anthems to the Welkin at Dusk
| Críticas profissionais                                                      | Críticas profissionais |
| Avaliações da crítica                                                       | Avaliações da crítica  |
| Fonte                                                                       | Avaliação              |
| --------------------------------------------------------------------------- | ---------------------- |
| Allmusic                                                                    | [ 3 ]                  |
| BestBlackMetalAlbums                                                        | [ 4 ]                  |
| Esta tabela precisa de ser acompanhada por texto em prosa. Consulte o guia. |                        |

Anthems to the Welkin at Dusk  é o segundo álbum de estúdio da banda de Black metal Emperor.
Euronymous, ex-líder do Mayhem, foi o criador da abertura da música "Ye Entrancemperium". A introdução dessa canção foi originalmente escrita para o Mayhem, que nunca a lançou, embora esteja disponível no bootleg "Ha Elm Zalag".
Em 2020, a Metal Hammer incluiu o lançamento em sua lista dos 10 melhores álbuns de 1997 e também em sua lista de 20 melhores álbuns de metal do mesmo ano.

## Faixas
| N.º | Título                            | Compositor(es)             | Duração |  |
| 1.  | "Alsvartr (The Oath)"             | Ihsahn                     | 4:18    |  |
| 2.  | "Ye Entrancemperium"              | Ihsahn, Samoth, Euronymous | 5:14    |  |
| 3.  | "Thus Spake the Nightspirit"      | Ihsahn                     | 4:30    |  |
| 4.  | "Ensorcelled by Khaos"            | Ihsahn, Samoth             | 6:39    |  |
| 5.  | "The Loss and Curse of Reverence" | Ihsahn, Samoth             | 6:09    |  |
| 6.  | "The Acclamation of Bonds"        | Ihsahn, Samoth             | 5:54    |  |
| 7.  | "With Strength I Burn"            | Ihsahn, Samoth             | 8:17    |  |
| 8.  | "The Wanderer"                    | Samoth                     | 2:54    |  |

| Faixas bônus |                                                        |         |  |
| N.º          | Título                                                 | Duração |  |
| 9.           | "In Longing Spirit"                                    | 5:55    |  |
| 10.          | "Opus a Satana" (versão orquestral de "Inno a Satana") | 4:18    |  |
| 11.          | "The Loss and Curse of Reverence (ao vivo)"            | 6:24    |  |

## Créditos
- Ihsahn  — Vocal, Guitarra, teclado, Sintetizador
- Samoth  — Guitarra
- Trym  — Bateria, Percussão
- Alver  — Baixo